# Elsfjord
Elsfjord est une localité du comté de Nordland, en Norvège.

## Géographie
Administrativement, Elsfjord fait partie de la kommune de Vefsn.